# Монархія Австралії
Монарх Австралії  — суверен та голова Австралійського Союзу. З 8 вересня 2022 року королем є Карл III котрий представлений генерал-губернатором Австралії.
Монархія конституційного типу за зразком Вестмінстерської системи парламентаризму, тобто монарх є головою виконавчої, законодавчої та судової влади королівства. Влада монарха є майже декларативною та характеризується висловом «панує, але не керує» «англ. reign but not rule».

## Спадкування престолу
Спадкування престолу здійснюється відповідно до Акту про престолонаслідування 1701 року зі змінами від 2011 року. Порядок престолонаслідування визначається за принципом абсолютної прімогенітури (відомої також як шведська система престолонаслідування), тобто престол передається по низхідній лінії незалежно від статі. Крім того, спадкоємець до моменту вступу на престол повинен бути протестантом і складатися в євхаристійному спілкуванні з англіканською церквою, але може вступати в шлюб з католиком.
Станом на зараз спадкоємцем престолу є Вільям, принц Уельський, спадкоємцем другої черги — його старший син принц Джордж Уельський, спадкоємцем третьої черги — друга дитина принца Вільяма принцеса Шарлотта Уельська.

## Королівський прапор
| Штандарт Єлизавети II (1962–2022) |
| Штандарт Єлизавети II (1962–2022) |

| Штандарт Чарльза III (з 2024) |
| Штандарт Чарльза III (з 2024) |

## Титул
- англ. Charles the Third, by the Grace of God King of Australia and His other Realms and Territories, Head of the Commonwealth[2]

## Список монархів

### Ганноверська династія
| Ім'я                      | Портрет | Роки правління | Примітки                                                                               |
| ------------------------- | ------- | -------------- | -------------------------------------------------------------------------------------- |
| Вікторія (англ. Victoria) |         | 1901           | Онучка Георга III, з 1877 р. — імператриця Індії, з 1867 р. королева Домініону Канада. |

### Саксен-Кобург-Готська династія
В 1901 р. престол успадкував Едуард VII, син королеви Вікторії та її чоловіка принца Альберта Саксен-Кобург-Готського з родини Веттінів.
| Ім'я                          | Портрет | Роки правління | Примітки                                                    |
| ----------------------------- | ------- | -------------- | ----------------------------------------------------------- |
| Едуард VII (англ. Edward VII) |         | 1901-1910      | Син Вікторії, імператор Індії, король домініонів і колоній. |

### Віндзорська династія
В 1917 р. назва Саксен-Кобург-Готськой династії була офіційно змінена на Віндзорську через антинімецькі настрої в роки Першої світової війни.
| Ім'я                              | Портрет | Роки правління | Примітки |
| --------------------------------- | ------- | -------------- | --- |
| Георг V (англ. George V)          |         | 1910-1936      | Син Едуарда VII, імператор Індії, король Королівств Співдружності та колоній. |
| Едуард VIII (англ. Edward VIII)   |         | 1936           | Син Георга V, імператор Індії, король Королівств Співдружності та колоній. Відрікся від престолу. |
| Георг VI (англ. George VI)        |         | 1936-1952      | Син Георга V, імператор Індії (до 1947 р.), король Королівств Співдружності та колоній. |
| Єлизавета II (англ. Elizabeth II) |         | 1952 — 2022    | Дочка Георга VI, голова Співдружності націй, королева Австралії, Канади, Нової Зеландії, Антигуа і Барбуди, Багамських Островів, Белізу, Гренади, Папуа Нової Гвінеї, Сент-Вінсент і Гренадин, Сент-Кіттс і Невісу, Сент-Люсії, Соломонових Островів, Тувалу та Ямайки.             |
| Чарльз III (англ. Charles III)    |         | з 2022         | Син Єлизавети II, голова Співдружності націй, король Австралії, Канади, Нової Зеландії, Антигуа і Барбуди, Багамських островів, Барбадосу, Белізу, Гренади, Папуа Нової Гвінеї, Сент-Вінсенту і Гренадин, Сент-Кіттсу і Невісу, Сент-Люсії, Соломонових островів, Тувалу та Ямайки. |